# Pachyminixi joergenseni
Pachyminixi joergenseni är en stekelart som först beskrevs av Carlos Schrottky 1909.  Pachyminixi joergenseni ingår i släktet Pachyminixi och familjen Eumenidae. Utöver nominatformen finns också underarten P. j. bicingulatum.